# Connect Music Festival
Le Connect Music Festival est un festival de musique organisé au Château d'Inveraray, sur les berges du Loch Fyne, à Argyll en Écosse, au Royaume-Uni. le festival est organisé en 2007 et 2008 avant de disparaître et de revenir dès 2022.

## Histoire
Le festival est organisé en 2007 et 2008 avant de disparaître à la suite des difficultés financières générées par la crise. Ciblant un public averti, les artistes rock et electro se produisant lors de l'événement se partagent cinq scènes : l'Oyster Stage, la Guitars and Other Machines, la Manicured Noise, l'Unknown Pleasures et la Your Sound Bandstand.
L'édition de 2023 comprend les têtes d'affiche Primal Scream, Fred Again, boygenius et Loyle Carner ainsi que Franz Ferdinand, Young Fathers, Confidence Man, Friendly Fires, Arab Strap et bien d'autres encore. En plus d'un programme musical varié, Connect met en avant l'importance du bien-être et de la communauté tout au long de l'événement avec une pléthore de comédies, de spoken word, d'arts visuels, de nourriture et de boissons exceptionnelles d'origine locale, ainsi qu'un programme de bien-être comprenant du yoga, de la thérapie par l'eau froide, du coaching de vie, des séances de respiration et des conférences sur la motivation.
Pour 2022 et 2023, Connect s'associe à l'association caritative écossaise Tiny Changes, créée en mémoire du chanteur de Frightened Rabbit Scott Hutchison. Le festival Tiny Changes x Gardeners Cottage proposait des sets acoustiques de musiciens ainsi que des sets secrets annoncés le jour même. L'édition de 2022 voit les têtes d'affiche The National jouer un set acoustique secret pour des critiques élogieuses.

## Programmations notables

### 2007
| Scène                    | vendredi 31 août | samedi 1er septembre | dimanche 2 septembre |
| ------------------------ | --- | --- | --- |
| Oyster Stage             | - Beastie Boys - The Jesus and Mary Chain - Jarvis Cocker - Cansei de Ser Sexy - Trashcan Sinatras - Steven Lindsay - Amy Macdonald     | - Primal Scream - Mogwai - Teenage Fanclub - The Divine Comedy - The Hold Steady - The Only Ones - The Fire Engines - 1990s                         | - Björk - LCD Soundsystem - M.I.A. - Regina Spektor - Craig Armstrong - Scott Matthews - Seasick Steve - Patrick Wolf                                                           |
| Guitars & Other Machines | - The Go! Team - Super Furry Animals - King Creosote - Aereogramme - Jamie Scott and the Town - Captain - Stephen Fretwell - Make Model | - Modest Mouse - Echo and the Bunnymen - Sons and Daughters - Rilo Kiley - Vashti Bunyan - Bat for Lashes - Astrid Williamson - The Parsonage Choir | - Idlewild - Big Star - The Polyphonic Spree - Seth Lakeman - My Latest Novel - Tilly and the Wall - Newton Faulkner - The Kissaway Trail                                       |
| Manicured Noise          | - Nouvelle Vague - Optimo - The Aliens - Alex Smoke - Vector Lovers - Palladium - Big Face - Dblspk DJs - Sleepless Crew                | - Four Tet & Steve Reid - Black Dog - Slam - Two Gallants - Nathan Fake - Marcia Blaine School For Girls - Numbers DJs                              | - Hot Chip - Tom Middleton & Fred Deakin - Paul Hartnoll's Ideal Connection - The Bays - Candie Payne - Harri and Domenic - Octogen - Aqualung - Jim Hutchison and Brian Murnin |

### 2008
Parmi les artistes qui ont joué du vendredi 29 au dimanche 31 août 2008, on retrouve Kasabian, Manic Street Preachers, Bloc Party, Franz Ferdinand, Amy Macdonald, Sigur Rós, Goldfrapp, Paolo Nutini, Glasvegas, Mercury Rev, Gossip, Elbow, Duffy, The Coral, Ladytron, The Roots, Sparks, Crystal Castles, Young Knives, Santigold, Joan as Police Woman, Gomez, Foy Vance et Noah and the Whale.